# 戦う翼 (尾崎亜美の曲)
「戦う翼」（たたかうつばさ）は、2005年6月22日にリリースされた尾崎亜美の35作目のシングル。コロムビアミュージックエンタテインメント/PASSIONへ移籍後第1弾シングルとなる。

## 概要
表題曲「戦う翼」は、福島県のJヴィレッジを拠点として活躍した女子サッカーなでしこリーグのチーム ″東京電力女子サッカー部マリーゼ″ のオフィシャル・チームソングとして書き下ろされたもの。チーム名 ″マリーゼ(Mareeze)″ の語源である「海(marine)のように力強く、風(breeze)のように颯爽と」というチームのコンセプトに尾崎が共感し、作詞・作曲・編曲を担ったスケールの大きな楽曲となっている。
ジャケットは、マリーゼの頭文字″M″を両側から支える2頭のイルカと、クイーンを表す王冠をモチーフにしたチームのエンブレムが中央に大きく配置されたデザインとなっている。ちなみにジャケットの表記では、タイトル「戦う翼」の文字の左右に小さく羽根（翼）のマークが添えられている。（サイトによっては「〜戦う翼〜」や「戦う翼 ～Mareeze オフィシャル・チーム・ソング～」と記載されているものもある。）
カップリングには同曲のカラオケ・バージョンとインストゥルメンタル・バージョンが収録された。

## 収録曲
| 全作詞・作曲・編曲: 尾崎亜美。 |                                              |          |            |      |
| #                              | タイトル                                     | 作詞     | 作曲・編曲 | 時間 |
| 1.                             | 「戦う翼」                                   | 尾崎亜美 | 尾崎亜美   | 4:27 |
| 2.                             | 「戦う翼」(カラオケ・バージョン)             | 尾崎亜美 | 尾崎亜美   | 4:25 |
| 3.                             | 「戦う翼」(インストゥルメンタル・バージョン) | 尾崎亜美 | 尾崎亜美   | 4:26 |

## ミュージシャン
- Vocal, Keyboards & Chorus：尾崎亜美
- Drums：沼澤尚
- Bass：小原礼
- E. Guitars & A. Guitar：是永巧一
- Computer Programming：橋本茂昭